# ギュンター・ラミン
ギュンター・ラミン（Günther Ramin, 1898年10月15日 - 1956年2月27日）は、ドイツのオルガニスト、指揮者。ハンス・ヘニー・ヤーンとともにドイツ・オルガン運動の唱道者。

## 経歴
カールスルーエに牧師の子として生まれる。1940年に、カール・シュトラウベの跡を継ぎ、聖トーマス教会の音楽監督（カントル）であるトーマスカントルに就任し、バッハの作品を演奏し続けた。指揮者としても活動し、バッハと縁の深いライプツィヒ・ゲヴァントハウス管弦楽団と共にマタイ受難曲、ヨハネ受難曲などを録音している。